# Sant Miquel del Cinca
Sant Miquel del Cinca (català), Sant Miguel d'a Cinca (aragonès), San Miguel del Cinca (castellà) és un municipi aragonès a la província d'Osca i enquadrat a la comarca del Cinca Mitjà.
Comprèn les entitats de població següents: Pomar de Cinca, Estiche i Santalecina.